# Dècada del 10
La dècada de l'any 10 va ser un període històric que es va desenvolupar a Europa, Àfrica i l'Orient Mitjà. Va ser una època de gran importància per a l'Església Cristiana, a més d'una dècada de conflictes i guerres. També va ser una època d'un gran desenvolupament cultural. La dècada de l'any 10 va ser un període clau en la història del món antic i va marcar l'inici de molts dels esdeveniments que es van produir en anys posteriors.

## Personatges destacats
- August, emperador romà (27 aC-14).
- Tiberi, emperador romà (14-37).
- Germànic Cèsar, general romà.
- Armini, cap germànic de la tribu dels queruscs.